# 1909 no teatro

## Eventos
- 23 de julho - Inauguração do Teatro Coliseu Santista[1]

## Nascimentos
| Data           | Nome              | Profissão         | Nacionalidade  | Observações | Ref |
| -------------- | ----------------- | ----------------- | -------------- | ----------- | --- |
| 9 de fevereiro | Carmen Miranda    | atriz e cantora   | Portugal       | m. 1955     |     |
| 16 de Maio     | Margaret Sullavan | atriz             | Estados Unidos | m. 1960     |     |
| 7 de Junho     | Jessica Tandy     | atriz             | Reino Unido    | m. 1994     |     |
| 13 de Setembro | Herbert Berghof   | ator e dramaturgo | Áustria        | m. 1990     |     |
| 26 de Novembro | Eugène Ionesco    | dramaturgo        | Roménia        | m. 1994     |     |

## Mortes
| Data       | Nome                             | Profissão | Nacionalidade | Observações | Ref |
| ---------- | -------------------------------- | --------- | ------------- | ----------- | --- |
| 5 de março | Francisco Alves da Silva Taborda | actor     | Portugal      | n. 1824     |     |